# Predrag Đajić
Predrag Đajić (ur. 1 maja 1922 w Sarajewie, zm. 13 maja 1979 w Warszawie) – bośniacki piłkarz występujący podczas kariery zawodniczej na pozycji pomocnika. Uczestnik mistrzostw świata 1950 rozgrywanych w Brazylii.
Po zakończeniu kariery pracował m.in. w dziale handlu zagranicznego w Warszawie, gdzie zmarł 13 maja 1979 roku na atak serca.